# Walter Waeny
Walter Waeny Júnior (São Vicente, 6 de dezembro de 1924 — Santos, 6 de junho de 2006) foi um escritor brasileiro. Utilizou o pseudônimo de Guilherme de Guimarães (ou Guimaraens). 

Filho de Walther Joseph Waeny e da pintora Gilda Rienzy Waeny, viveu em Santos e foi lá que escreveu suas muitas obras literárias.
Formado bacharel de Ciências Contábeis e Atuariais na Escola de Comércio José Bonifácio em 1944 em Santos.
Foi funcionário do Banco do Brasil e conferente de seção do banco das décadas de 1940 a 1970.
Casou em 22 de maio de 1950 com Maria Clélia Dias. Tiveram nove filhos, cada um deles com nomes de personagens da obra do músico e dramaturgo alemão Richard Wagner.
Dirigiu a Revista AABB, dos funcionários do Banco do Brasil nos anos de 1953, 1962, 1963 e 1964, divulgando intensamente o movimento trovadoresco.
Foi delegado municipal, presidente municipal e estadual do Grêmio Brasileiro de Trovadores de Salvador (BA). Foi também secretário-geral da Academia Santista de Letras, na qual ocupou a Cadeira 33, e da Associação Brasil-Alemanha.
Foi um dos fundadores da Casa do Poeta "Lampião de Gás", de São Paulo, do Clube de Poesia de Santos, da Casa do Poeta Brasileiro e do Clube dos Trovadores Santistas.
Poeta, trovador, escritor, ensaísta, historiador, biógrafo, radialista e tradutor de francês, recebeu numerosas medalhas de ouro de concursos literários na França e outros países e ainda em muitas cidades e estados brasileiros. Foi membro do Club dos Intelectuais de Paris e de inúmeras entidades culturais de poesias, trovas e literatura.

## Livros publicados
Tem 104 livros publicados:
- A Cultura, a Moral e a Crítica (1981)
- A Juventude (1950)
- A Walkyria (1950)
- Adágios (1974)
- Aforismos (1955)
- Aforismos Escolhidos – 1ª Série
- Aforismos Escolhidos – 2ª Série
- Aforismos Escolhidos – 3ª Série
- Aforismos Escolhidos – 4ª Série
- Aforismos Escolhidos – 5ª Série
- Aforismos Escolhidos – 6ª Série
- Aforismos Escolhidos – 7ª Série (1988)
- Aforismos Escolhidos – 8ª Série (1989)
- Anexins (1975)
- Apotegmas (1978)
- Apresentações Literárias – 1º Volume (1963)
- Apresentações Literárias – 2º Volume (1965)
- Areia (1971)
- Arrebol (1966)
- As Interpretações da Vida (1965)
- Cantigas de Trovador (1963)
- Cantigas de um Grande Amor (1962)
- Cinzas (1961)
- Coletânea de Poesias AABB (1958)
- Conselhos (1972)
- Contos – 1ª Série (1978)
- Contos (Autobiográficos) (1978)
- Dois Ensaios (1968)
- Ensaios (1958)
- Entardecer (1962)
- Espumas (1964)
- Expressões (1968)
- Filigranas (1963)
- Folhas Soltas – 1ª Série (1979)
- Folhas Soltas – 2ª Série (1981)
- Folhas Soltas – 3ª Série (1984)
- Folhas Soltas – 4ª Série (1982)
- Gaivotas (1965)
- História da Civilização Espartana – 1º Volume (1969)
- História da Civilização Espartana – 2º Volume (1970)
- Horizonte (1990)
- Impressões (1964)
- Inverno (1969)
- Julgamentos (1962)
- Madrugada (1967)
- Magia Verde (1987)
- Marulhos (1973)
- Máximas (1959)
- Meditações (1970)
- Minhas Cantigas de Amor (1967)
- Miniaturas (1985)
- Mulher (1990)
- Nascer do Sol (1950)
- Neblina (1964)
- O Condor (1975)
- O Dr. Robert Ave-Lallemant (1996)
- O Imperador e os “Sonetos do Exílio” (1986)
- O Músico Richard Wagner (1963)
- O Trovismo e a Crítica (1981)
- O Walhalla (1951)
- Ondas (1970)
- Opiniões (1962)
- Os Erros da Nossa Civilização (1964)
- Os Espartanos e a Cultura – 3º Volume (1980)
- Ouro e Azul (1992)
- Outono (1964)
- Outono em Flor (1993)
- Pensamentos (1957)
- Pequena Antologia de Sonetistas Brasileiros (1958)
- Poesias (1947)
- Poesias Esparsas (1947)
- Praia (1965)
- Primavera (1963)
- Problemas da Arte (1969)
- Provérbios (1971)
- Reflexões (1963)
- Rei Destronado (1950)
- Rochedos (1966)
- Saudade (1961)
- Seara (1991)
- Segredo (1973)
- Sentenças (1962)
- Silhuetas (1985)
- Sonetos (1947)
- Sonetos e Rimas (1949)
- Sonetos Esparsos (1948)
- Sonho (1967)
- Trovas (1960)
- Trovas de um Sonho de Amor (1967)
- Trovas Escolhidas – 1ª Série (1976)
- Trovas Escolhidas – 2ª Série (1977)
- Trovas Escolhidas – 3ª Série
- Trovas Escolhidas – 4ª Série
- Trovas Escolhidas – 5ª Série (1978)
- Trovas Escolhidas – 6ª Série (1980)
- Trovas Escolhidas – 7ª Série
- Trovas Escolhidas – 8ª Série (1982)
- Trovas Escolhidas – 9ª Série (1984)
- Trovas Escolhidas – 10ª Série (1989)
- Trovas Escolhidas – 11ª Série (1991)
- Trovas Escolhidas – 12ª Série (1994)
- Trovas Escolhidas – 13ª Série (1994)
- Trovas Escolhidas – 14ª Série (1995)
- Wagner e o Drama (1964)